# Haania confusus
Haania confusus es una especie de mantis de la familia Thespidae.

## Distribución geográfica
Se encuentra en Malasia, Sumatra, Java y Borneo.